# توقف‌ناپذیر (فیلم ۲۰۲۴)
توقف‌ناپذیر (به انگلیسی: Unstoppable) یک فیلم درام ورزشی زندگی‌نامه‌ای آمریکایی محصول سال ۲۰۲۴ به کارگردانی ویلیام گلدنبرگ در اولین کارگردانی بلند خود و نویسندگی جان هندمن است و بر اساس کتابی به همین نام اثر آنتونی روبلز (همچنین به عنوان تهیه‌کننده) و آستین مورفی ساخته شده است. این فیلم توسط بن افلک و مت دیمون تهیه شده است. جرل جروم در نقش روبلز با بازیگران مکمل شامل جنیفر لوپز، بابی کاناوله، مایکل پنیا و دان چیدل بازی می‌کند.
این فیلم اولین نمایش خود را در بخش ارائه‌های ویژه در جشنواره بین‌المللی فیلم تورنتو در تاریخ ۶ سپتامبر ۲۰۲۴ انجام داد، پس از آن در ۶ دسامبر ۲۰۲۴ در سینماهای محدود توسط آمازون ام‌جی‌ام استودیوز اکران شد و در تاریخ ۱۶ ژانویه ۲۰۲۵ در پرایم ویدئو اکران خواهد شد.

## داستان
یک کشتی‌گیر آمریکایی که با یک پا به دنیا آمد سه بار قهرمانی ملی را در ایالت آریزونا به دست آورد.

## تولید
فیلمبرداری در می ۲۰۲۳ در لس آنجلس آغاز شد، اما دو هفته بعد به دلیل اعتصاب انجمن نویسندگان آمریکا در سال ۲۰۲۳ متوقف شد. در ۱۲ دسامبر ۲۰۲۳، فیلمبرداری اصلی پس از پایان اعتصاب نویسندگان در سال ۲۰۲۳ از سر گرفته شد و دان چیدل، مایکل پنیا و بابی کاناوله به بازیگران پیوستند. در ۱۴ ژانویه ۲۰۲۴، اعلام شد که فیلمبرداری اصلی به پایان رسیده است.

## بازخوردها
در وب‌سایت جمع‌آوری نقد راتن تومیتوز بر اساس رای ۲۹ منتقد، با میانگین امتیاز ۶٫۶ از ۱۰ می‌باشد.